# Belgonucleaire
Belgonucleaire was een Belgische nucleaire opwerkingsfabriek voor nucleaire brandstof te Dessel. Aandeelhouders van het bedrijf waren SCK•CEN en Electrabel-SUEZ. Het bedrijf telde 261 werknemers.
Van in de jaren zeventig produceerde Belgonucleaire MOX-kernbrandstof. Omwille van gewijzigde wetgeving, een dalende vraag en de concentratie van de opwerking in twee fabrieken (een in Frankrijk en een in Groot-Brittannië) werd de productie op 15 augustus 2006 stopgezet en zijn de bedrijven Belgoprocess, Tecnubel, SCK en Studsvik in 2009 begonnen aan de ontmanteling van de productie-eenheid. Dit werk zou in 2014 afgerond moeten zijn.
De MOX-kernbrandstof in reactor 3 van de Kernenergiecentrale Fukushima I werd bij Belgonucleaire opgewerkt en in 1999 aan TEPCO geleverd. De staven werden in september 2010 in Fukushima in gebruik genomen.